# Rivelatore a ionizzazione di fiamma

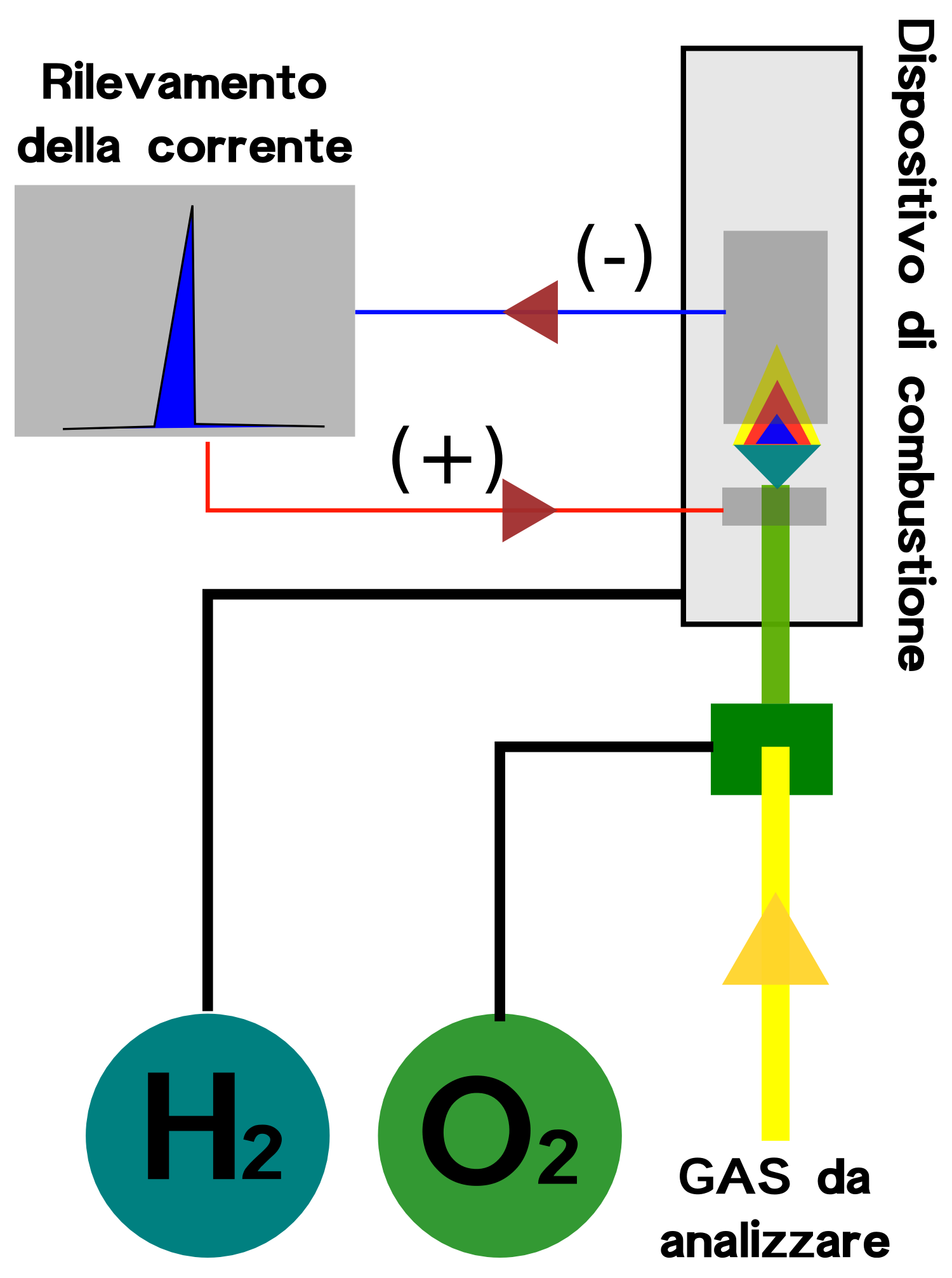
Schema di un Flame Ionization Detector (FID)

Il rivelatore a ionizzazione di fiamma, FID dall'inglese Flame Ionization Detector, è uno strumento di misurazione utilizzato per il rilevamento gascromatografico degli idrocarburi (come il butano o l'esano). Ha un range di rilevamento lineare di 6 - 7 ordini di grandezza (106-107), con un limite inferiore di rilevamento pari a meno di un picogrammo. Il FID è lo strumento gascromatografico che ha avuto maggior successo per il rilevamento dei composti organici.

## Limiti nello strumento
Lo strumento permette di rilevare solo i composti che possono bruciare; altri componenti possono essere ionizzati attraverso il passaggio lungo la fiamma, ma non possono produrre un segnale sufficientemente intenso, tale da essere rilevato dallo strumento. Non sempre questo fatto costituisce uno svantaggio, in certi casi, come per l'analisi dei gas di scarico, lo strumento può rilevare degli idrocarburi incombusti, ma non l'azoto (così come altri gas permanenti, come l'acqua o l'anidride carbonica).
Per le molecole che contengono solo carbonio ed idrogeno, lo strumento risponde in modo corretto, ma la presenza di altri atomi nelle molecole, come l'ossigeno, riduce la sensibilità dello strumento.
Ad esempio la sensibilità verso il metano (CH4) è eccellente, ma quella relativa alla formaldeide (CH2O) è più bassa.
Essendo il FID un rivelatore distruttivo, deve essere utilizzato in fondo alla catena di rilevazione strumentale.

## Utilizzo dello strumento per il controllo dei fumi
Per la sua semplicità e compattezza, il FID sarebbe lo strumento ideale per l'analisi in campo dei fumi, ma essendo del tutto insensibile ad una parte dei composti comunemente presenti in tali tipi di scarichi, come l'acqua (H2O), il monossido di carbonio (CO), l'anidride carbonica (CO2) e gli ossidi di azoto (NOx), può essere utilizzato solo per rilevare la componente di idrocarburi eventualmente presenti come residui di combustione. L'analisi di tali idrocarburi serve a determinare il carbonio organico totale (TOC).

## Principio di funzionamento
Come il nome lascia intuire, lo strumento sfrutta la presenza di ioni nella fiamma. La sorgente degli ioni è data dall'idrogeno introdotto nella fiamma. Spesso viene introdotto anche dell'ossigeno al fine di aumentare la sensibilità dello strumento. La fiamma risultante dalla combustione di idrogeno in aria (eventualmente l'aria può essere sostituita con ossigeno puro) decompone i composti organici producendo atomi caricati positivamente (cationi) ed elettroni. Si utilizza la miscela di idrogeno ed aria (ossigeno) per alimentare la fiamma, perché la reazione di formazione dell'acqua avviene per via radicalica: in questo modo il segnale della fiamma è nullo.
Al fine di determinare tali ioni, due elettrodi sono disposti lungo il percorso della fiamma. Il primo, caricato positivamente, è posto all'uscita del bruciatore (il quale è una sorta di  becco di bunsen) mentre l'altro, caricato negativamente, è posizionato lungo la fiamma (questo elettrodo è normalmente un cilindro cavo od un pezzo angolare di platino). I cationi prodotti dall'elevato calore della fiamma vengono attratti dall'elettrodo negativo ricco di elettroni. Nel momento dell'incontro del catione con l'elettrodo negativo, questi gli cede gli elettroni mancanti generando una debole corrente tra i due elettrodi. La corrente viene rilevata tramite un sensibile amperometro e quindi visualizzata su di un display.